# Ruta Estatal de California 245
La Ruta Estatal de California 245, y abreviada SR 245 (en inglés: California State Route 245) es una carretera estatal estadounidense ubicada en el estado de California. La carretera inicia en el Sur desde la SR 198     cerca de Exeter hacia el Norte en la SR 180     en Dunlap. La carretera tiene una longitud de 67,6 km (42 mi).

## Historia
La ruta fue definida en 1963 de la Interestatal 5 a la SR 60 en Los Ángeles. Esta ruta desapareció en 1965 y fue reemplazada por la Ruta 69 en 1972, que también después fue reemplazada por la Ruta 245.

## Mantenimiento
Al igual que las autopistas interestatales, y las rutas federales y el resto de carreteras estatales, la Ruta Estatal de California 245 es administrada y mantenida por el Departamento de Transporte de California por sus siglas en inglés Caltrans.

## Intersecciones
| Condado | Localidad | Miliario                 | Destinos                                       | Notas                              |
| --- | --------- | ------------------------ | ---------------------------------------------- | ---------------------------------- |
| Tulare TUL 0.00-33.04 |           | 0.00                     | Road 204                                       | Continuación más allá de la SR 198 |
| Tulare TUL 0.00-33.04 |           | 0.00                     | SR 198 – Sequoia Park, Visalia                 |                                    |
| Tulare TUL 0.00-33.04 | Woodlake  | 7.07                     | SR 216 (Naranjo Boulevard)                     |                                    |
| Tulare TUL 0.00-33.04 |           | 10.47                    | CR J27 (Millwood Drive) – Visalia              |                                    |
| Tulare TUL 0.00-33.04 | Elderwood | 12.00                    | SR 201 oeste (Avenue 376) – Kingsburg          |                                    |
| Tulare TUL 0.00-33.04 |           | 19.29                    | Boyd Drive – Orosi                             |                                    |
| Tulare TUL 0.00-33.04 |           | CR J21 (Dry Creek Drive) |                                                |                                    |
| Fresno FRE 0.00-8.97 |           |                          | Dunlap Road – Miramonte                        |                                    |
| Fresno FRE 0.00-8.97 |           | 8.97                     | SR 180 – Fresno, Paroque Nacional Kings Canyon |                                    |
| 1.000 mi = 1.609 km; 1.000 km = 0.621 mi Cerrada/Antigua • Terminal concurrente • Acceso incompleto • Propuesta/Sin abrir |           |                          |                                                |                                    |